# Mojo Blues Band

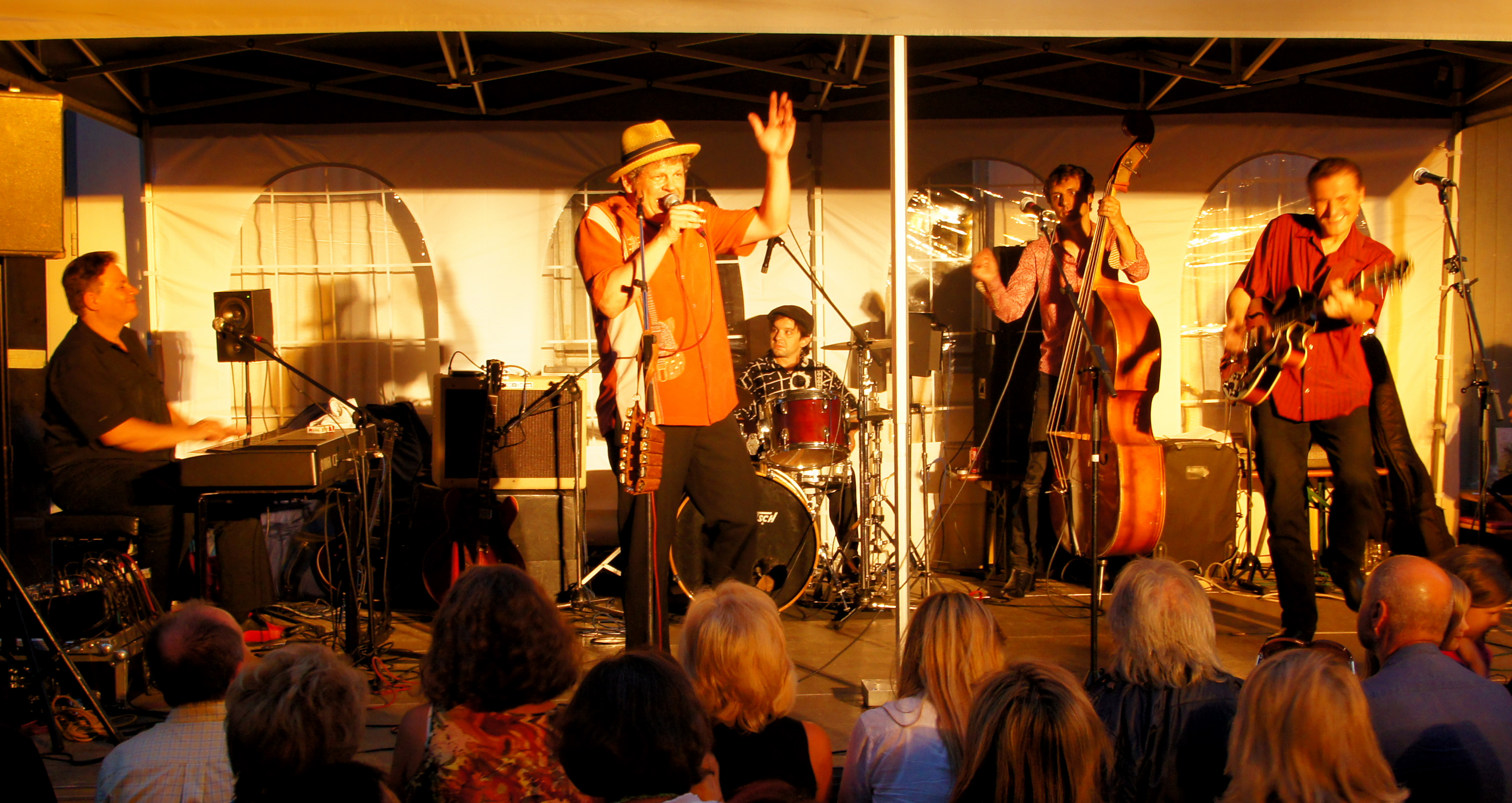
Le Mojo Blues Band à Vienne en 2012.

Le Mojo Blues Band est un groupe de blues autrichien formé en 1977.

## Membres actuels
- Erik Trauner
- Siggi Fassl
- Charlie Furthner
- Didi Mattersberger
- Herfried Knapp